# Национальная федерация баскетбола Республики Казахстан
Национальная Федерация Баскетбола Республики Казахстан (НФБРК) — организация, занимающаяся проведением на территории Казахстана соревнований по баскетболу. Представляла интересы казахстанского баскетбола в Международной федерации баскетбола. Объединяет спортивные организации 14 областей Республики Казахстан.

## Адрес
Национальная Федерация Баскетбола Республики Казахстан. 010000, г. Астана, пр.Республики 34а, кабинет №510

## Руководство
Руководство Национальной Федерации Баскетбола Республики Казахстан:
- Президент НФБРК — Абай Алпамысов
- Генеральный секретарь — Жомарт Асенканов
- Вице-президент — Марат Шакиров
- Вице-президент — Алмаз Узаков
- Вице-президент - Мухамбеткалиев Булат
- Руководитель департамента чемпионатов РК — Олег Субач
- Председатель судейской коллегии — Александр Артюшихин
- Председатель ревизиционной комиссии — Михаил Дедов
- Руководитель молодежных чемпионатов - Гайна  Иван

## Функции
НФБРК организует и проводит чемпионаты, первенства, розыгрыши кубков и другие официальные спортивные соревнования, а также международные баскетбольные турниры на территории Республики Казахстан. В обязанности НФБРК входит совершенствование системы подготовки спортсменов высшей квалификации, обеспечение мероприятий по подготовке и участию в международных соревнованиях сборных и клубных команд Казахстана. НФБРК проводит работу по становлению, развитию и координации профессионального, любительского и детско-юношеского баскетбола.

## Чемпионат Казахстана по баскетболу
| Чемпионат Казахстана по баскетболу среди мужчин проводится с 1992 года. В структуре казахстанского мужского баскетбола существуют три профессиональных дивизиона: - Кубок Казахстана - Национальная лига - Высшая лига | Чемпионат Казахстана по баскетболу среди женщин проводится с 1992 года. В структуре казахстанского женского чемпионата существуют три профессиональных дивизиона: - Кубок Казахстана - Национальная лига - Высшая лига |